# 게르트루트 폰 르포르
게르트루트 폰 르포르(Gertrud von Fort, 1876년 10월 11일 ~ 1971년 11월 1일)는 독일의 작가이다. 
오래된 유그노가계(家系)에 속하는 남작가(南爵家)에 태어나, 대학에서 철학·신학을 배우고 <교회찬가(敎會讚歌)>(1924)를 발표하고, 카톨릭교에 귀의하였다(1926). 그녀의 전작품(全作品)은 교회와 국가와 여성이라는 세 가지의 모티프가 복합적으로 하나의 전체를 형성하고 있는데, 견고한 카톨릭 신앙 위에 서서 뛰어난 단편적(斷片的)기교와 뚜렷한 상징적 표현으로 깊은 종교적·신비적인 체험을 조형화(造形化)하고 있다.
예술적으로 완성된 주옥과 같은 작품이 많아 현대 독일문학상 가장 우수한 단편작가라고 평가되고 있다. 단편 외에 장편·시집·에세이 등이 있다.
주요 작품으로는 시집 <교회찬가>(1924), <독일찬가>(1933), 장편 <베로니카의 수건> 2권(1928-46), <게토에서 온 교황(敎皇)>(1930), <마그데부르크의 결혼>(1938), 단편 <단두대의 최후 여인>(1931), <영원(永遠)의 여인(女人)>(1934), <바다의 법정>(1943), <천국의 문>(1954), <피라토의 처>(1955) 등이 있다.